# Rotaria neptunia
Rotaria neptunia ist eine Art der Rädertiere aus der Gattung Rotaria.

## Beschreibung
Die Tiere sind weißlich durchscheinend und werden bis zu 1600 µm groß, wobei der lange und dünne Kriechfuß etwa die halbe Länge einnimmt. Die Fußglieder ähneln Teleskoprohren.

## Verbreitung
Die Art ist weit verbreitet und vor allem in schlammigen Seen, Tümpeln und Flüssen zu finden.